# Sondergericht Kaiserslautern
Das Sondergericht Kaiserslautern war von 1938 bis 1940 ein Sondergericht mit Sitz in Kaiserslautern.

## Geschichte
Nach der Machtergreifung der Nationalsozialisten wurde am 21. März 1933 reichsweit für jeden Oberlandesgerichtsbezirk ein Sondergericht eingerichtet, insgesamt also 26. Am Oberlandesgericht Zweibrücken entstand kein Sondergericht. Das Sondergericht für den Oberlandesgerichtsbezirk Zweibrücken wurde als Sondergericht Frankenthal am Landgericht Frankenthal gebildet. Aufgrund der Volksabstimmung im Saargebiet 1935 kehrte das Saargebiet zum Reich zurück. Am Landgericht Saarbrücken wurde entsprechend ein Sondergericht Saarbrücken gebildet.
1938 schlossen die Nationalsozialisten die Pfalz und das Saargebiet zum Gau Saarpfalz zusammen. In diesem Zusammenhang wurden das Sondergericht Saarbrücken und das Sondergericht Frankenthal aufgehoben und stattdessen das Sondergericht Kaiserslautern gebildet.
Mit dem Beginn des Zweiten Weltkriegs wurde ein Streifen von 20 km Tiefe an der Grenze zur Roten Zone erklärt und die dortigen Behörden und auch Gerichte vorsichtshalber tiefer ins Reich evakuiert. So wurde das OLG Zweibrücken nach Ludwigshafen und die LD Zweibrücken und Saarbrücken nach Kaiserslautern verlegt. Gleichzeitig wurde verordnet, dass für die Landgerichte im Freimachungsgebiet eigene Sondergerichte eingerichtet werden sollten. Entsprechend entstanden die Sondergerichte Zweibrücken und Saarbrücken, die ihren Sitz aber in Kaiserslautern hatten. Da offensichtlich drei Sondergerichte in einer Stadt unsinnig waren, verordnete der Reichsjustizminister am 30. November 1939 die Auflösung der Sondergerichte Zweibrücken und Saarbrücken zu 1. Januar 1940.
Mit Verfügung des Reichsjustizministers vom 14. März 1940 wurde das Sondergericht Kaiserslautern zum 15. März 1940 aufgelöst. Seine Aufgaben übernahm das (nun zum dritten Mal) neu gegründete Sondergericht Saarbrücken.

## Tätigkeit
Die Urteile des Sondergerichts bis 1940 sind wie folgt:
| Jahr | Hauptverhandlungen | Angeklagte |
| ---- | ------------------ | ---------- |
| 1938 | 027                | 029        |
| 1939 | 101                | 105        |
| 1940 | 09                 | 014        |